# 菩提寺 (長崎市)
菩提寺（ぼだいじ）は、長崎県長崎市深堀町にある曹洞宗の仏教寺院。山号は金谷山（きんこくざん）。鎌倉時代以来、当地の地頭であった深堀氏（三浦氏）、深堀氏の名跡を継いだ佐賀藩家老深堀鍋島家（石井氏）の菩提寺である。

## 歴史
鎌倉時代中期の建長7年（1255年）、鎌倉幕府の御家人で、当地の地頭であった三浦能仲が開基したと伝わる。能仲は深堀氏の祖とされる人物である。山号は、三浦氏発祥の地である相模国金谷村（現・神奈川県横須賀市金谷町）から名付けられた。開山は朝山芳敦。
当寺は、元来、真言宗であったが、後に天台宗に改宗され、再び真言宗となる。さらに、その後曹洞宗に改められた。本尊の薬師如来像は、慈覚大師（円仁）の作と伝わる。
戦国時代、領主深堀純賢は、肥前国佐賀城主龍造寺隆信の与力大名となった。しかし、豊臣秀吉の勘気に触れて、改易されるところを、後の佐賀藩祖鍋島直茂の取り成しによって赦されたことから、直茂の一族である大宝院（石井忠俊の娘）を正室に、連れ子の石井孫六を養子に迎え、孫六は純賢の家督を相続し、鍋島茂賢と名乗った。以降、深堀氏は、深堀鍋島家として佐賀藩家老として遇せられ、深堀領6,000石を代々領していくことになる。
当寺は代々深堀氏の菩提寺であるが、鍋島茂賢・茂里父子は実家石井氏の菩提寺妙玉寺に帰依したが、茂里の子茂春は、再び当寺を菩提寺とした。
なお、境内には深堀氏、深堀鍋島家歴代の墓所の他、深堀事件（町年寄高木彦右衛門の家人と深堀鍋島家の家臣の紛争、赤穂浪士討ち入りの際の参考にしたと伝わる）で切腹した深堀鍋島家の家臣（深堀義士）らの墓所がある。